# Philip Stuart
Philip Stuart (ur. 1760, zm. 14 sierpnia 1830 w Waszyngtonie) – polityk i wojskowy amerykański.
Jako żołnierz brał udział w wojnie o niepodległość Stanów Zjednoczonych, gdzie w stopniu podporucznika dowodził oddziałem dragonów. Został ranny podczas bitwy pod Eutaw Springs 8 września 1781 roku. Uczestniczył również w wojnie brytyjsko-amerykańskiej w 1812 roku.
Jako polityk, w latach 1811–1819 z ramienia Partii Federalistycznej przez cztery kadencje Kongresu Stanów Zjednoczonych był przedstawicielem pierwszego okręgu wyborczego w stanie Maryland w Izbie Reprezentantów Stanów Zjednoczonych.